# بنية بنت متعب بن عبد الله الرشيد
بنية بنت متعب بن عبدالله الرشيد، هي ابنة متعب بن عبدالله بن رشيد الذي تولى إمارة حائل خلال الفترة من 1283هـ/1866م إلى 1285هـ/1869م.

## نشأتها
نشأت عند والدها بجانب شقيقتها رقية وأخيها عبد العزيز، وعندما بلغت سن الزواج تزوجت من ابن عمها بندر بن طلال بن رشيد ولم تنجب منه.

## حياتها
عانت من الخلاف الذي وقع بين أفراد أسرتها وانتهى بمقتل والدها على يد زوجها بندر وإخوته، وبقيت على ذمة زوجها بندر الذي آل إليه حكم الإمارة (1285-1289هـ/1869-1872م) حتى مقتله على يد عمه محمد بن عبدالله بن رشيد.
ثم تزوجت من حمود بن عبيد بن رشيد، وحظيت بحب عميق منه، يدلل على ذلك نظمه القصائد والابيات فيها، منها:
أنجبت له عبد الإله وتعلق بأبنه تعلقًا شديدًا وتأثر كثيرًا عند وفاته، ثم خرج للمدينة المنورة وخرجت معه وتوفي فيها عام 1326هـ/1908م، ثم عادت إلى حائل التي كانت وقتذاك تحت حكم سعود بن حمود بن عبيد الرشيد.

## أعمالها
كان لها إسهامات خيرية من بينها وقف مجموعة من الكتب التي تحتفظ بها أسرة آل صالح السالم البنيان في حائل، منها نسخة مطبوعة من القاموس المحيط، ونسخة من شرح منتقى الأخبار للشوكاني في ثمان مجلدات، ومنها مسجد في بريدة قريب من السوق القديم.

## وفاتها
توفيت في حائل عام 1327هـ/1909م.